# Георги Колушки
Георги Николов Колушки е български химик и икономист.

## Биография
Роден е на 4 ноември 1864 година в с. Колуша, днес квартал на Кюстендил. Завършва гимназия в Габрово (1884) и химическа технология (индустриална химия) в Петербургския технологически институт (1884-87 и 1889-91) с титла „технолог" (инженер-химик).
От 1900 г. е действителен член на Българското книжовно дружество, днес Българска академия на науките. Частен доцент (1871-98) и извънреден професор (1899–1903) във Висшето училище – София, редовен професор и титуляр на катедрата по химическа технология в Софийския университет (1904-35), декан на Физико-математическия факултет (1905-06, 1909-12, 1916-17).
Секретар на Природо-математическия клон на БАН (1923-24). Член на Индустриалния съвет при Министерството на търговията, промишлеността и труда (1909-35), на Върховния статистически съвет (1909-11), един от основателите и председател на Икономическото дружество (1902-10), председател на Българското химическо дружество (1905-09 и 1915).
Публикува от 1896 г. в Списание на българското икономическо дружество редица статии за чуждите капитали в България, за митническата и кредитната политика, за положението на отделни клонове на индустрията, за кризата в българската захарна индустрия, за потребителните кооперативни дружество и други.